# Полиньяки
Полиньяки — французский знатный и аристократичный род.

## История
Основателями считаются Арман I и его сын Арман II, прижизненно упоминаемый в документе от 31 октября 909 года — виконты Оверни и (или) Полиньяка. Замок Полиньяк, давший роду своё название, располагался к северу от города Ле Пюи-ан-Веле (Le Puy-en-Velay).
Первый представитель рода, кто упоминается с титулом виконта де Полиньяк — Арман III: «Armand vicomte de Polignac», хартия от 6 октября 1062 года.
Последним представителем прямой мужской линии был Рандон-Арман X, умерший между 1418 и 1420 годами. Его сын Рандонне умер в молодом возрасте, дочь Маргарита была бездетной, и согласно завещанию виконтство Полиньяк перешло к Пьеру де Шалансону, сыну Вальпурги де Полиньяк — племянницы Рандона-Армана X. Тот принял имя Армана XI и герб Полиньяков.
Жюль де Полиньяк (1746—1817) стал первым герцогом Полиньяком в 1780 году.

## Известные представители
- Понс V де Полиньяк
- Мельхиор де Полиньяк (1661—1742), французский дипломат, католический кардинал, поэт.
- Жюль де Полиньяк (1746—1817) — первый герцог Полиньяк
- Иоланда де Полиньяк (1749—1793) — ближайшая подруга королевы Марии Антуанетты, жена герцога Полиньяка
- Жюль Огюст Арман Мари Полиньяк (1780—1847) — инициатор июльских ордонансов 1830 года
- Альфонс де Полиньяк (1826—1863) — математик
- Камиль Арманд Жюль Мари, князь де Полиньяк (1832—1913), генерал конфедератов в сражения при Мансфилде
- Эдмон де Полиньяк (1834—1901) — композитор.
- Виннаретта Зингер (1865—1943) — меценат.
- Пьер де Полиньяк (1895—1964) — отец князя Монако Ренье III